# Wolfred Nelson
Wolfred Nelson, né le 10 juillet 1791 et mort le 17 juin 1863 à Montréal, est un médecin, député, juge de paix et chef militaire du Bas-Canada. Entre 1854 et 1856, il est également le premier maire de Montréal à être élu au suffrage populaire.
Issu d'une famille de loyalistes britanniques, Nelson s'intègre à la majorité canadienne-française et devient, aux côtés de Louis-Joseph Papineau, une éminente figure du Parti patriote. Lors de la rébellion de 1837-1838, il est érigé au statut de héros lorsqu'il parvient à vaincre les troupes britanniques à la Bataille de Saint-Denis. Arrêté puis condamné à l'exil aux Bermudes, il rentre au pays en 1842 et s'engage au sein des rangs réformistes de Louis-Hippolyte Lafontaine. 

## Biographie

### Enfance et formation
Wolfred Nelson naît à Montréal le 10 juillet 1791. Il est le fils de William Nelson, un instituteur de New York et ancien officier de la marine britannique, natif de Newsham dans le Yorkshire (Angleterre), et de Jane Dies, fille d'un grand propriétaire terrien de la région du fleuve Hudson, dans l'État de New-York. Loyalistes, ils quittent l'État de New York après la Révolution américaine, en 1781, pour s'installer dans la Province of Quebec. Wolfred est le frère aîné de Robert Nelson, qui deviendra lui aussi une éminente figure du Parti patriote. Son autre frère, Horace, restera quant à lui un fidèle aux convictions tories de la famille. 
Lorsque Wolfred a trois ans, la famille quitte Montréal et s'établit à William-Henry (aujourd'hui Sorel-Tracy), où il fait ses études primaires dans une école fondée par son père. À 14 ans, il commence l'étude de la médecine auprès du docteur Christopher Carter. À 16 ans, il est déjà responsable de la pharmacie d'un petit hôpital militaire. À l'époque, les médecins, parce qu'ils se font rares, commencent à pratiquer avant même d'acquérir leur permis. Wolfred Nelson obtient le sien à 20 ans, en février 1811.

### Médecin dans l'armée
Alors qu'il vient à peine de terminer sa formation,  le jeune médecin est appelé à servir parmi les troupes britanniques durant la Guerre anglo-américaine de 1812. Il est nommé médecin du 5e bataillon de la « Milice d'élite et incorporée », une unité militaire constituée de Bas-Canadiens. Tous les hommes du bataillon sont francophones, ce qui met Nelson au contact d'une population qu'il ne connaissait alors que très peu. De son propre aveu, cette proximité déconstruit les préjugés qu'il cultivait à l'époque:   

« J'étais un ardent tory et j'étais porté à détester tout ce qui était catholique et canadien-français, mais une connaissance plus intime de ces gens changea mes vues. »

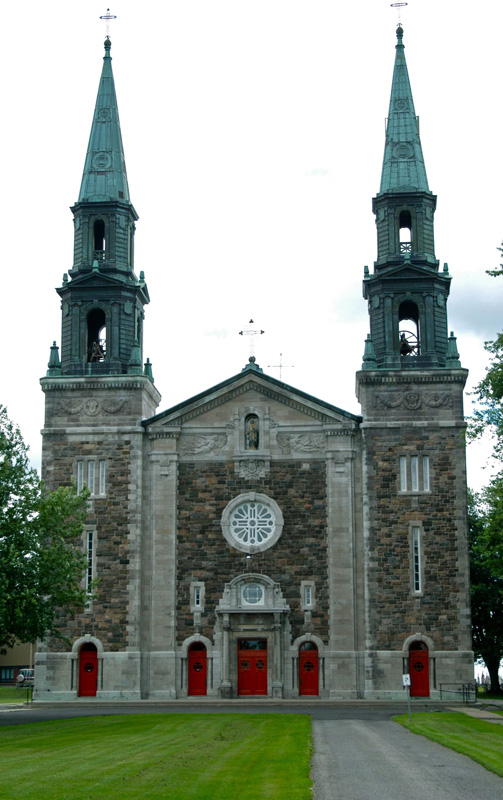
L'église de Saint-Denis-sur-Richelieu. La paroisse est fondée en 1792.

À la fin de la guerre, Wolfred Nelson part s'installer à Saint-Denis, qui est à l'époque l'un des villages les plus aisés du Bas-Canada. Dans la vallée du Richelieu, ce fils de loyalistes américains s'enracine un peu plus au sein de la majorité francophone lorsqu'il épouse, en 1819, Charlotte-Joseph Noyelle de Fleurimont, issue d'une prestigieuse famille canadienne-française. Le couple aura sept enfants, qui seront élevés dans le catholicisme. 

### Député
En 1827, outré par le favoritisme et l'arbitraire qui gangrènent les affaires publiques bas-canadiennes, Wolfred Nelson se lance en politique. Il présente sa candidature dans la circonscription de William-Henry (aujourd'hui Sorel-Tracy). Son adversaire, le procureur général et ancien chef du Parti canadien James Stuart, est soutenu par le pouvoir, notamment par le biais d'un appui public du gouverneur Lord Dalhousie. Nelson remporte l'élection de justesse et le procureur Stuart tente, en vain, de faire annuler l'élection. À la Chambre d'assemblée du Bas-Canada, Nelson se rallie au Parti canadien , mené par Louis-Joseph Papineau, et appuie ses revendications démocratiques.
Cette première incursion à l'Assemblée législative sera toutefois de courte durée puisque Wolfred Nelson ne participe pas aux élections de 1830. Il en profite pour diversifier ses activités et inaugure, avec le docteur Kimber et son beau-frère Louis Deschambault, une distillerie à Saint-Denis: « Wolfred Nelson & Cie ». Il voyage également en Europe, notamment en Grande-Bretagne, où il étudie le fonctionnement des institutions médicales. À son retour, il est nommé juge de paix. 
Lors des élections législatives de 1834, auxquelles il ne se présente pas, un évènement dramatique contribue à cimenter ses idéaux réformistes: son ami Louis Marcoux est assassiné par des partisans du régime. L'acquittement de son assassin par un jury partisan n'aida certainement pas à réconcilier Nelson avec le gouvernement britannique. À l'image du Parti patriote, sa pensée politique se radicalise à mesure qu'il constate l'obstruction des voies institutionnelles.

### Rébellion, arrestation et exil
En 1837, les aspirations démocratiques des Patriotes se butent une nouvelle fois à l'intransigeance du pouvoir colonial. Lorsque les 10 Résolutions de Russell balaient d'un revers de main les 92 résolutions du Parti patriote, qui revendiquent notamment le contrôle des finances publiques par la Chambre d'assemblée et l'électivité du Conseil législatif,  l'opposition s'organise. Wolfred Nelson est au cœur du mouvement, notamment lorsqu'il préside la première assemblée populaire de protestation à St-Ours, le 7 mai 1837. Cette implication lui coûte ses fonctions de juge de paix. C'est toutefois loin de freiner les ardeurs du leader patriote. Les 23 et 24 octobre, il préside l'Assemblée des Six-Comtés, la plus importante assemblée populaire du mouvement. Son discours d'ouverture est sans équivoque. Après avoir vigoureusement critiqué les résolutions de John Russel, il appelle à la radicalisation des mesures de contestation:  « Et bien moi je diverge d’opinion avec M. Papineau et je crois que le temps est venu de fondre nos plats d’étain pour en faire des balles ! ».  

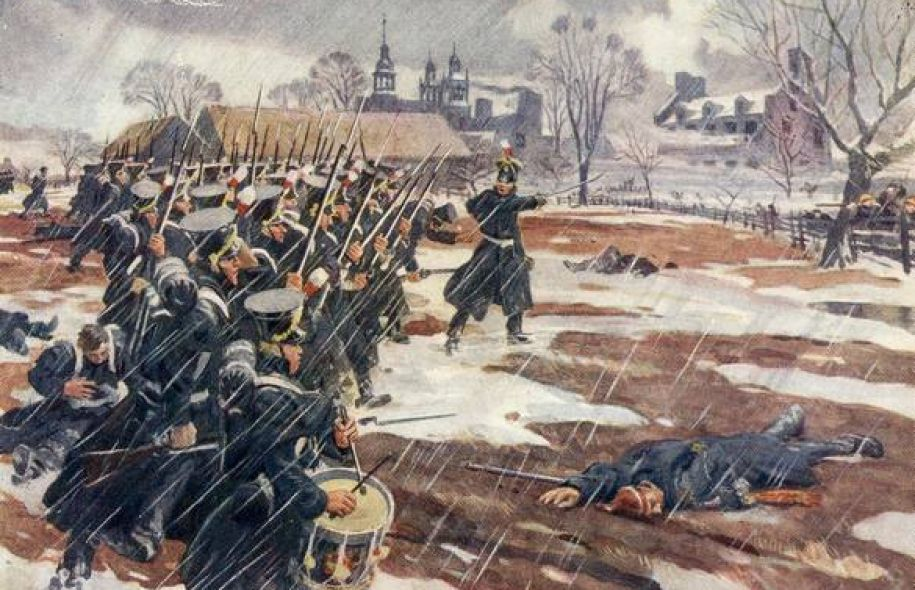
La bataille de Saint-Denis, le 23 novembre 1837. Les Patriotes, menés par Wolfred Nelson, parviennent à repousser les troupes britanniques venues arrêter les leaders du mouvement.

L'Assemblée des Six-Comtés a un retentissement majeur à travers un Bas-Canada en pleine ébullition. Alors que les journaux publient de violents éditoriaux, des affrontements entre Patriotes et opposants éclatent en pleine rue. Le Doric Club, une organisation paramilitaire loyaliste, va jusqu'à saccager la maison de Louis-Joseph Papineau. Le 16 novembre 1837, le gouvernement colonial de lord Gosford émet des mandats d'arrestation contre Wolfred Nelson et 25 autres chefs patriotes, dont un grand nombre de députés, qu'on inculpe pour haute trahison. La tête de Nelson est mise à prix pour 500 livres. Le médecin refuse de se livrer aux autorités et se réfugie à Saint-Denis, où il est rejoint par Louis-Joseph Papineau et Edmund Bailey O'Callaghan. Dans la nuit du 22 au 23 novembre 1837, les troupes britanniques, menées par le colonel Charles Stephen Gore, lancent une offensive pour appréhender les leaders patriotes. Ces derniers ont toutefois une longueur d'avance puisqu'un officier britannique capturé les avait informés de la manœuvre. Wolfred Nelson prend donc l'initiative : il donne l'ordre de détruire les ponts menant à Saint-Denis et fait fortifier deux maisons de pierre dans lesquelles les rebelles se réfugient. Le ciel semble également avoir choisi son camp puisque les troupes du colonel Gore ont passé la nuit à marcher dans la boue sous une pluie glaciale. La stratégie patriote est un succès : ils parviennent à repousser l'assaut. Après les hostilités, Wolfred Nelson s'occupe de soigner les blessés sur le champ de bataille et ce, sans distinction d'allégeance.

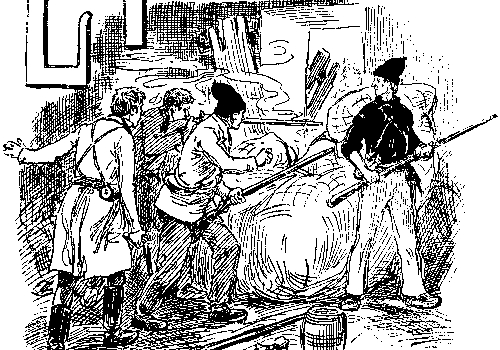
Des Patriotes réfugiés dans une maison fortifiée lors de la Bataille de Saint-Denis.

Le leader patriote n'est toutefois pas dupe et se doute bien que l'affrontement de Saint-Denis aura de graves conséquences. Peu après la victoire patriote, il prévient les insurgés réunis autour de lui: 

« Mes amis, nous avons le droit d'être fiers de la victoire que nous venons de remporter, vous avez noblement fait votre devoir, mais nos têtes sont en jeu maintenant, il n'y a plus moyen de reculer, il faut que nous tenions bon, que nous acceptions comme des hommes les conséquences de nos actions. »

Mais la rébellion s'essouffle, notamment après la défaite à Saint-Charles. Le 1er décembre 1837, soit une semaine après les affrontements, la poignée de Patriotes encore réfugiés à Saint-Denis se résignent à fuir en forêt. La fuite, à l'image des célébrations, sera toutefois de courte durée.  Le 11 décembre, alors qu'il tente de franchir la frontière américaine, un Wolfred Nelson fatigué et affamé est arrêté près de Stukeley, dans les Cantons-de-l'Est, par un détachement du bataillon de Shefford commandé par le lieutenant-colonel Paul Holland Knowlton. Il est conduit à Montréal pour y subir son procès. Le « héros » de Saint-Denis risque d'être exécuté pour haute trahison.  

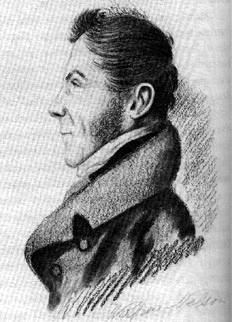
Croquis de 1838, par Jean-Joseph Girouard.

L'administration coloniale est toutefois dans l'embarras: un procès, au cours duquel les accusés pourraient se défendre, risque de mettre en lumière le zèle des autorités et du parti anglais en exposant leur responsabilité dans l'éruption de la crise. Sous la gouverne de lord Durham, dépêché au Canada pour « pacifier le pays et éclairer le Ministère sur les réformes à exécuter », les autorités britanniques décident de négocier avec les leaders patriotes. C'est ainsi que le 28 juin 1838, après sept mois de prison, Wolfred Nelson et sept autres figures du mouvement (Bonaventure Viger, Robert-Shore-Milnes Bouchette, Henri-Alphonse Gauvin, Rodolphe Desrivières, Siméon Marchessault, Luc-Hyacinthe Masson  et Toussaint-Hubert Goddu) signent un aveu de culpabilité dans l'espoir de faire libérer les Patriotes emprisonnés. Ils sont tous condamnés à l'exil aux Bermudes. 
Le 2 juillet, les huit prisonniers sont embarqués à bord d'un bateau à vapeur, le Canada, pour être envoyés à Québec. Le lendemain, le Vestale quitte le port de Québec pour celui de Hamilton, capitale des Bermudes. Les condamnés y débarquent le 24 juillet suivant. Durant son exil, Wolfred Nelson écrit quelques lettres à un certain Louis-Hippolyte Lafontaine, alors député de la Chambre d'assemblée et partisan des Patriotes. 

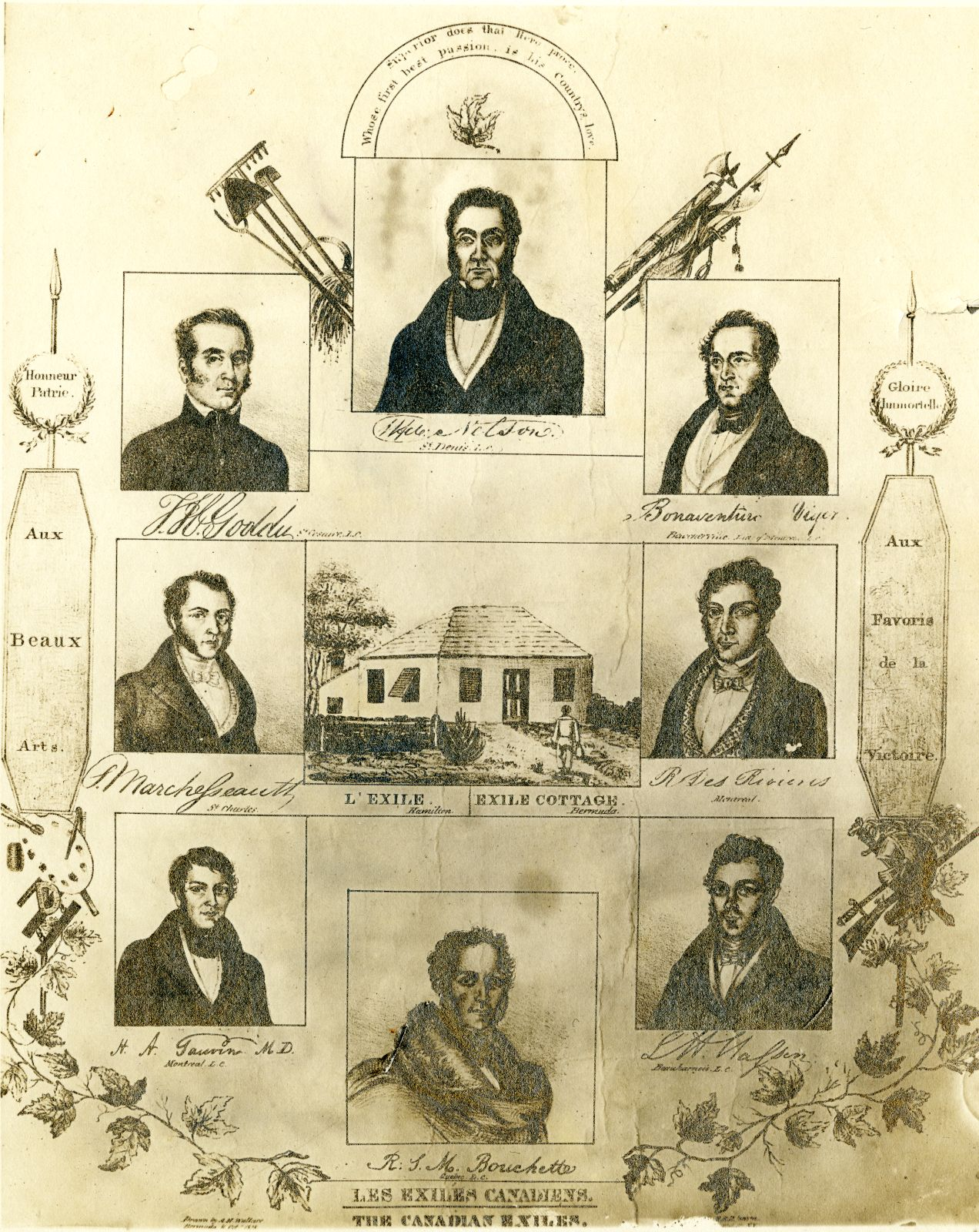
Portraits des 8 Patriotes déportés aux Bermudes en 1838.

Le 26 octobre 1838, la Chambre des Communes de Londres déclare illégale la sentence d'exil prononcé par le gouverneur Durham et son Conseil. Les exilés peuvent donc quitter les Bermudes, mais sont interdits de séjour au Bas-Canada.  Ils quittent Hamilton le 31 octobre et arrivent à Hampton, en Virginie, le 8 novembre. À partir des États-Unis, Wolfred Nelson ne joue pas de rôle central dans le soulèvement de 1838 organisé par son frère, Robert Nelson. Il est présent à quelques-unes des assemblées patriotes d'Albany, de Saint Albans et de Swanton. Il quitte Plattsburgh pour Montréal en 1842 après que Louis-Hippolyte La Fontaine, devenu procureur général du Bas-Canada, eut introduit une procédure de nolle prosequi à l'endroit des exilés. 

### Retour en politique et dernières années
En 1844, il est élu député de la circonscription de Richelieu et fait donc son entrée à l'Assemblée législative de la province du Canada. Il vote avec les réformistes qui suivent Lafontaine, plaidant notamment pour l'octroi du gouvernement responsable et l'abolition de la peine de mort. Au Parlement, il s'oppose à Louis-Joseph Papineau, à qui il reproche de vouloir briser l'alliance réformiste en contestant le leadership de Lafontaine. Cette opposition donne lieu à de violents règlements de compte. Si Papineau reproche à Nelson d'être à l'origine des violences de 1837, ce dernier entache la réputation de son ancien camarade en l'accusant d'avoir fui lors de la bataille de Saint-Denis. Cette version des faits a été, depuis, largement contestée.  
Wolfred Nelson est réélu une seconde fois en 1848. Il intègre l'administration publique lorsque le gouvernement Lafontaine-Baldwin lui offre le poste d'inspecteur des prisons et des asiles. De par ses expériences passées, il se considère être un candidat tout désigné pour le poste: « Mon séjour de sept mois à la prison de Montréal m’a donné une connaissance très pratique des questions relatives aux prisons ; les détestables abus qui s’y rencontraient couramment [...] et les souffrances injustifiées qui étaient infligées aux prisonniers m’incitèrent à accepter. » Dans le cadre de ses fonctions, il publie un  important rapport sur l'état de ces institutions sur le territoire de l'ancienne province du Bas-Canada. Bien qu'il soit un homme occupé, Wolfred Nelson ne se détourne jamais de la médecine, sa première vocation:  

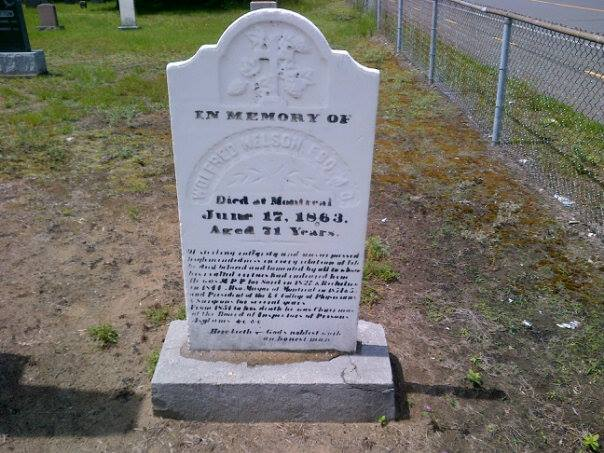
Pierre tombale de Wolfred Nelson au cimetière anglican de Sorel-Tracy

« Il fut toujours médecin – pour les soldats britanniques blessés après Saint-Denis, au milieu de ses compagnons de prison, parmi les Noirs des Bermudes et sur les quais, à Montréal, pendant l’épidémie de typhus de 1847. Il est reconnu pour avoir fait, avec son fils, le docteur Horace Henry Nelson, la première opération au Canada au cours de laquelle on usa d’anesthésiques. En sa qualité de maire de Montréal, il publia à ses frais une utile brochure, en anglais et en français, sur la prévention du choléra. À l’Assemblée, il élabora une législation relative à l’enseignement et à la réglementation de la profession médicale. On n’est pas surpris de voir qu’il faisait passer la médecine avant la politique. »

Wolfred Nelson parraine d'ailleurs le projet de loi qui crée, en 1847, le Collège des médecins, dont il est président en 1849 et 1850.  En 1854, il est élu maire de Montréal pour un mandat de deux ans. Il bat Édouard-Raymond Fabre, un soutien de Louis-Joseph Papineau, et devient le premier maire de Montréal à être élu au vote populaire (il était jusque là désigné par le Conseil municipal). Bien que peu étudié, son mandat semble caractérisé par des réformes somme toute assez progressistes, notamment l'assainissement des affaires publiques par l'embauche d'inspecteurs municipaux et l'implantation de mesures sociales en faveur des moins fortunés.  Il recommande également au Conseil municipal de considérer le projet de sir James Edward Alexander d'aménager un parc au sommet du mont Royal.

### Mort
Wolfred Nelson meurt à Montréal le 17 juin 1863 dans sa maison de la rue St-Jacques. Il avait 71 ans. Son corps est inhumé trois jours plus tard au cimetière anglican de Sorel. Une plaque sur sa tombe porte le message suivant : « Ici repose la plus noble réalisation de Dieu, un honnête homme. »

## Famille
Le 30 juin 1819, Wolfred Nelson épouse Charlotte-Josèphe Noyelle de Fleurimont, avec qui il aura sept enfants: Horace, Alfred, Charles-Arthur, Sophie, Julia, Walter et Charles. Ces derniers sont élevés dans le catholicisme.  

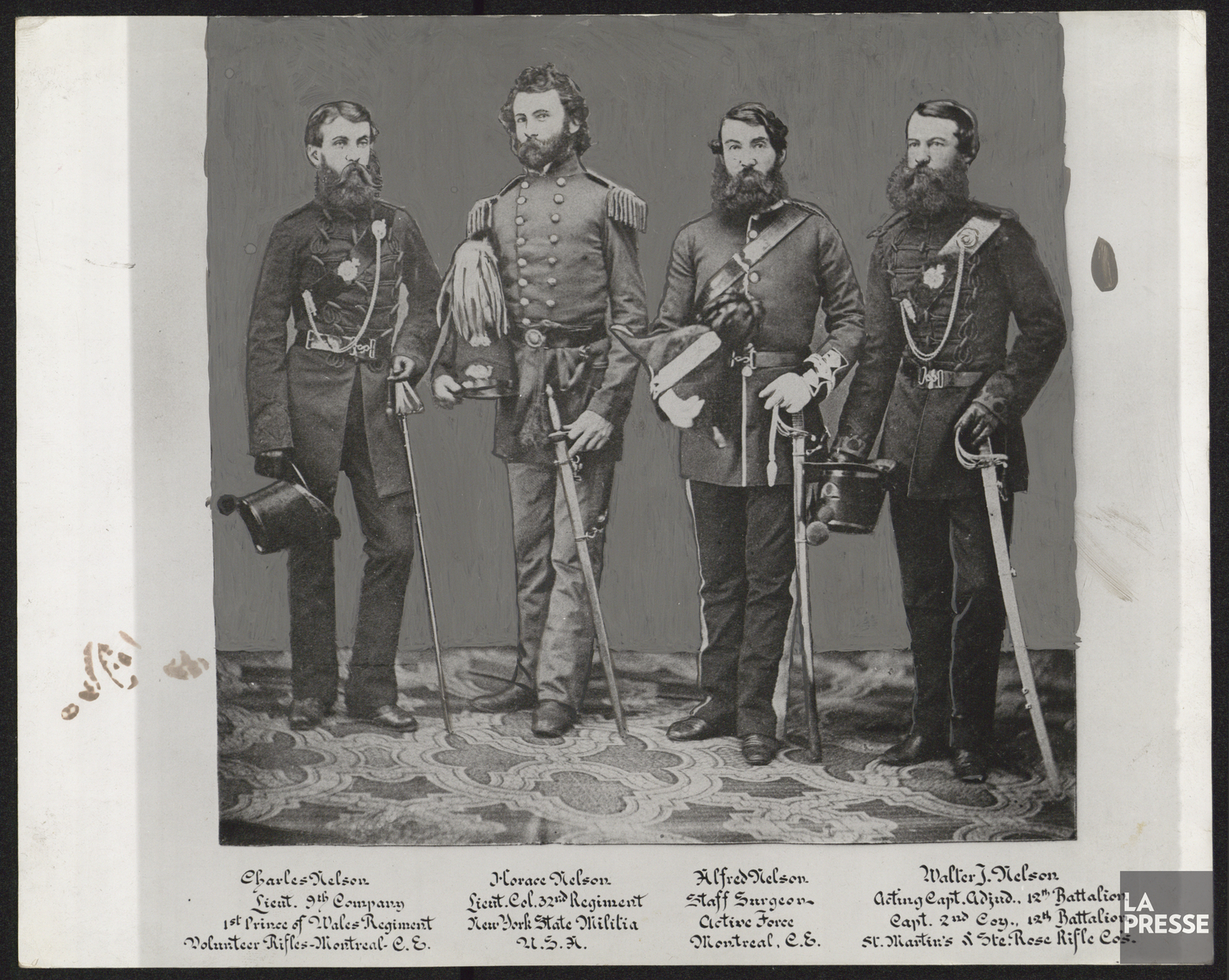
Le fils de Wolfred Nelson en tenue militaire. De gauche à droite: Charles, Horace, Arthur et Walter.
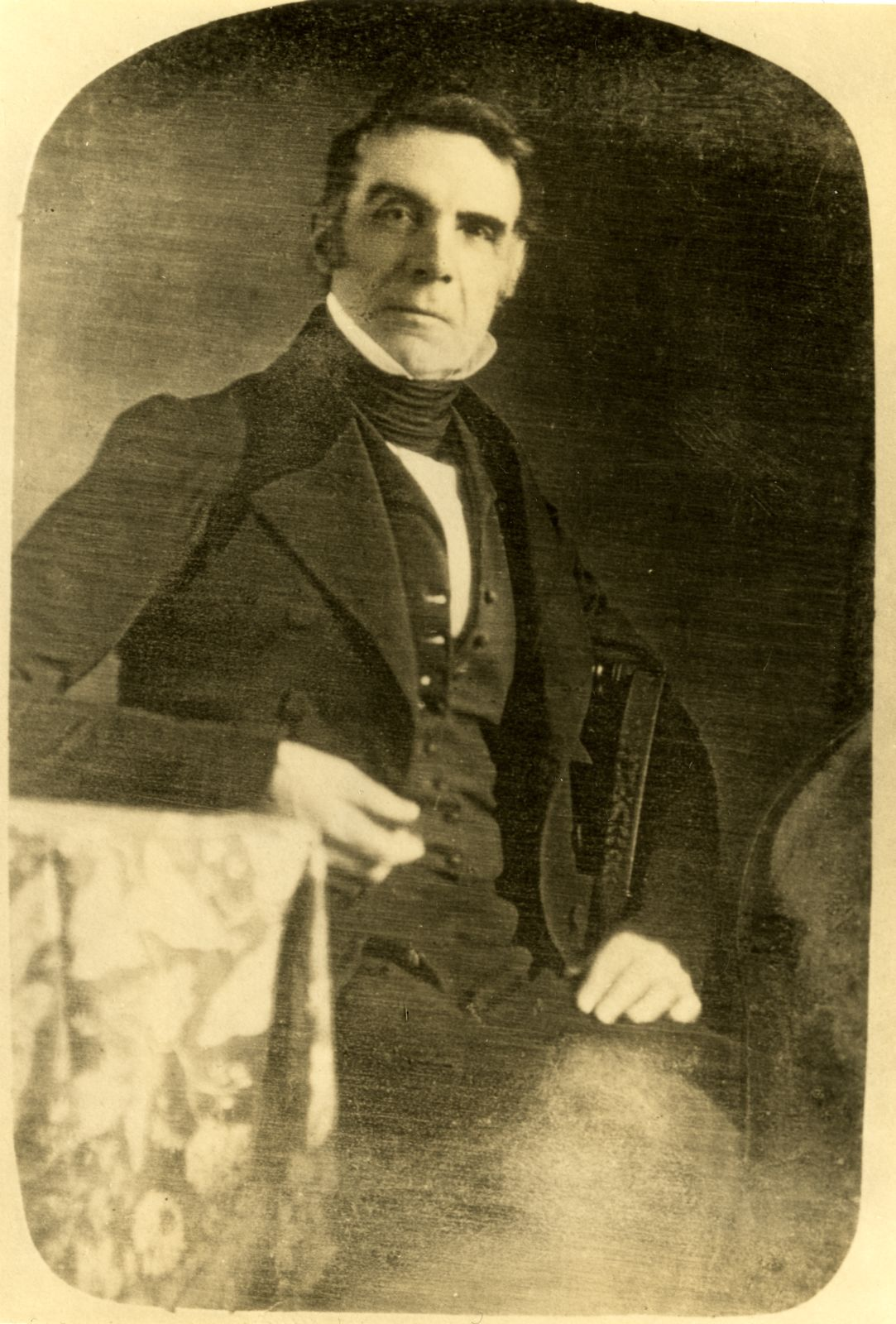
Wolfred Nelson, petit-fils et homonyme du leader patriote.

## Chronologie
- 1791 - Le 10 juillet, naissance de Wolfred Nelson à Montréal.
- 1805 - Il commence l'apprentissage de la médecine auprès du docteur C. Carter.
- 1811 - En février, il obtient son permis pour pratiquer la médecine.
- 1812 - Il est nommé médecin du 5e bataillon de la milice incorporée.
- 1819 - Il épouse Charlotte-Josèphe Noyelle de Fleurimont.
- 1827 - Il est élu député dans le comté de William Henry.
- 1830 - Il ne présente pas sa candidature aux élections générales.
- 1834 - Son bon ami Louis Marcoux est assassiné à Sorel au cours des élections.
- 1837 - En mai, il organise la première des nombreuses « assemblées contre les mesures coercitives » qui furent tenues dans la province.
- 1837 - Le 23 novembre, il dirige les forces patriotes qui réussiront à résister à l'attaque des soldats britanniques de Gore.
- 1838 - Il est exilé aux Bermudes.
- 1838 - En octobre, l'ordonnance du gouverneur Durham concernant l'exil aux Bermudes est désavouée par Londres.
- 1839 - Il est à Plattsburgh dans l'État de New York.
- 1842 - En août, il quitte Plattsburgh pour Montréal.
- 1844 - Il est élu député dans le comté de Richelieu.
- 1848 - Il est réélu député dans le comté de Richelieu.
- 1849-1850 - Président du Collège des médecins du Québec
- 1854 - Il est élu maire de Montréal.
- 1863 - Le 17 juin, il meurt à Montréal à l'âge de 71 ans.

## Publications
- Rapport du Dr. Wolfred Nelson, un des inspecteurs du pénitentiaire provincial, sur la condition, la discipline, l'administration et l'entretien des prisons de district et autres prisons, du Bas-Canada, 1852.
- Rapport des Drs. Nelson et Macdonnell, et Zéphirin Perrault, ecr., avocat, sur l'Hôpital de marine et des émigrés de Québec, et correspondance relative aux services du Dr. Robitaille dans le dit hôpital, 1853.
- Practical views on cholera, and on the sanitaty, preventive and curative measures to be adopted in the event of a visitation of the epidemic, 1854.